# Stoner Peak
Der Stoner Peak ist ein markanter und 1300 m hoher Berg im ostantarktischen Viktorialand. Er ragt am östlichen Ende eines Gebirgskamms zwischen dem Covert-Gletscher und dem Spring-Gletscher auf und bildet den höchsten Punkt der nordöstlichen Royal Society Range.
Das Advisory Committee on Antarctic Names benannte ihn 1992 nach dem US-amerikanischen Kartographen James E. Stoner vom United States Geological Survey, der unter anderem zwischen 1986 und 1987 sowie als Teamleiter von 1989 bis 1990 an den geodätischen Vermessungen der Antarktischen Trockentälern beteiligt war.